# Gmina Punitovci
Gmina Punitovci (chorw. Općina Punitovci) – gmina w Chorwacji, w żupanii osijecko-barańskiej.

## Miejscowości i liczba mieszkańców (2011)
- Josipovac Punitovački - 787
- Jurjevac Punitovački - 317
- Krndija - 64
- Punitovci - 635